# Daszt-e Margo
Daszt-e Margo, Margo – pustynia w południowej Azji, na Wyżynie Irańskiej, w południowo-zachodnim Afganistanie, na obszarze prowincji Helmand i Nimroz. Pustynia zajmuje płaskie i faliste tereny zapadliska tektonicznego, pomiędzy rzekami Helmand i Chaszrud. Dolina rzeki Helmand oddziela ją od położonej dalej na wschód pustyni Registan. 
Powierzchnia żwirowo-kamienista, a na południowym zachodzie piaszczysta. Liczne słone bagniska o charakterze takyrów. Pustynia zajmuje obszar ok. 150 tys. km², wysokość od 500 do 700 m n.p.m. Położona jest w strefie klimatu podzwrotnikowego, skrajnie suchego, roczne sumy opadów w granicach 50-100 mm. Roślinność bardzo skąpa, złożona głównie z traw oraz niewysokich krzewów saksaułów. Na obrzeżach nieliczne, pojedyncze oazy.